# Atolón Lhaviyani
Atolón Lhaviyani es un atolón de las Maldivas. Está ubicado entre latitudes 5° 15" y 5° 35 Norte y longitudes 73° 20" y 74° 40" Este. Hay una isla industrial con las instalaciones de una fábrica de conservas de atún en Felivaru.